# Parafia Miłosierdzia Bożego i św. Faustyny Kowalskiej w Toruniu
Parafia Miłosierdzia Bożego i św. Faustyny Kowalskiej w Toruniu – parafia rzymskokatolicka w diecezji toruńskiej, w dekanacie Toruń II, z siedzibą w Toruniu.
Parafię powołano w wyniku rozbudowy osiedla Koniuchy. 12 marca 1989 roku wikariusz parafii Chrystusa Króla ks. Stanisław Majewski otrzymał od ordynariusza chełmińskiego biskupa Mariana Przykuckiego propozycję budowy kościoła. 25 maja 1989 roku władze Torunia wydały działkę przy ul. Zjednoczenia, gdzie miał stanąć kościół. Parafię erygowano 23 kwietnia 1990 roku, początkowo miała jednego patrona, Miłosierdzia Bożego. Jej pierwszym proboszczem został ks. Majewski. Parafię wydzielono z obszaru parafii św. Józefa, św. Antoniego i Matki Bożej Zwycięskiej. 18 maja 1990 roku rozpoczęto budowę tymczasowej kaplicy. Jej budowa zakończyła się pod koniec września 1990 roku, pierwsze nabożeństwo odbyło się 30 września 1990 roku. 10 kwietnia 1994 roku został poświęcony kamień węgielny. Pochodził on z grobu bł. Faustyny Kowalskiej z Łagiewnik. 1 maja 2000 roku parafia otrzymała drugiego patrona, św. Faustynę Kowalską. Świątynię konsekrowano 10 października 2004 roku.

## Odpust
- Miłosierdzia Bożego – druga niedziela Wielkanocy[4]
- św. Faustyny Kowalskiej – 5 października ipsa die[4]

## Ulice
Ulice na obszarze parafii:
- Bartkiewiczówny
- św. Siostry Faustyny
- Czecha
- Długa
- Drzewieckiego
- Elektryczna
- Filtrowa
- Gazowa
- Grabowskiego
- Grudziądzka (nry nieparzyste 113-143)
- Harcerska
- Kaliskiego
- Kombajnowa
- Konfekcyjna
- Koniuchy
- Kozacka
- Lecha
- Legionów (od nru 99 i 140)
- Lotników
- Maszynowa
- Moczyńskiego
- Mohna
- Pałucka
- Polna (nry 11-19)
- Popiela
- Rolnicza
- Rusa
- Schteinborna
- Spółdzielcza
- Sucha
- Szosa Chełmińska (nry 142-180)
- św. Andrzeja Boboli (od nru 20)
- Techniczna
- Traktorowa
- Tramwajowa
- Wielki Rów 78
- Wspólna
- Wybickiego (od nru 75 i 77)
- Zacisze
- Zamenhofa (od nru 22)
- Żwirki i Wigury (od 27 do końca)